# عملکرد نظامی علی بن ابی‌طالب
علی بن ابی طالب در تمام نبردهای دوران پیامبر اسلام به استثناء جنگ تبوک شرکت کرد. محمد بن عبدالله در این جنگ، علی را به عنوان جانشین خود در مدینه گذاشت تا از سوی مخالفین توطئه‌ای صورت نپذیرد. علی بن ابی طالب همچنین در تهاجمات به سرزمین‌های دشمن به عنوان فرمانده نظامی، گروه‌ها و دسته‌های مبارزان را رهبری می‌کرد و همواره نماینده پیامبر بود. شهرت علی با پشت سر گذاشتن هر جنگ که وی در آن حضور می‌یافت، بیشتر می‌شد و این به دلیل شجاعت، دلیری، جوانمردی و پهلوانی بود که مردم در او می‌دیدند. همچنین وی به تنهایی بسیاری از مشاهیر عرب و جنگجویان نامدار را در نبردها کشته بود. پیامبر اسلام از وی به عنوان یک جنگجوی بی‌نظیر در تمام اعصار نام برده بود و مبارزان از وی در هراس بودند. این ترس بیشتر به خاطر شمشیر وی به نام ذوالفقار بود.

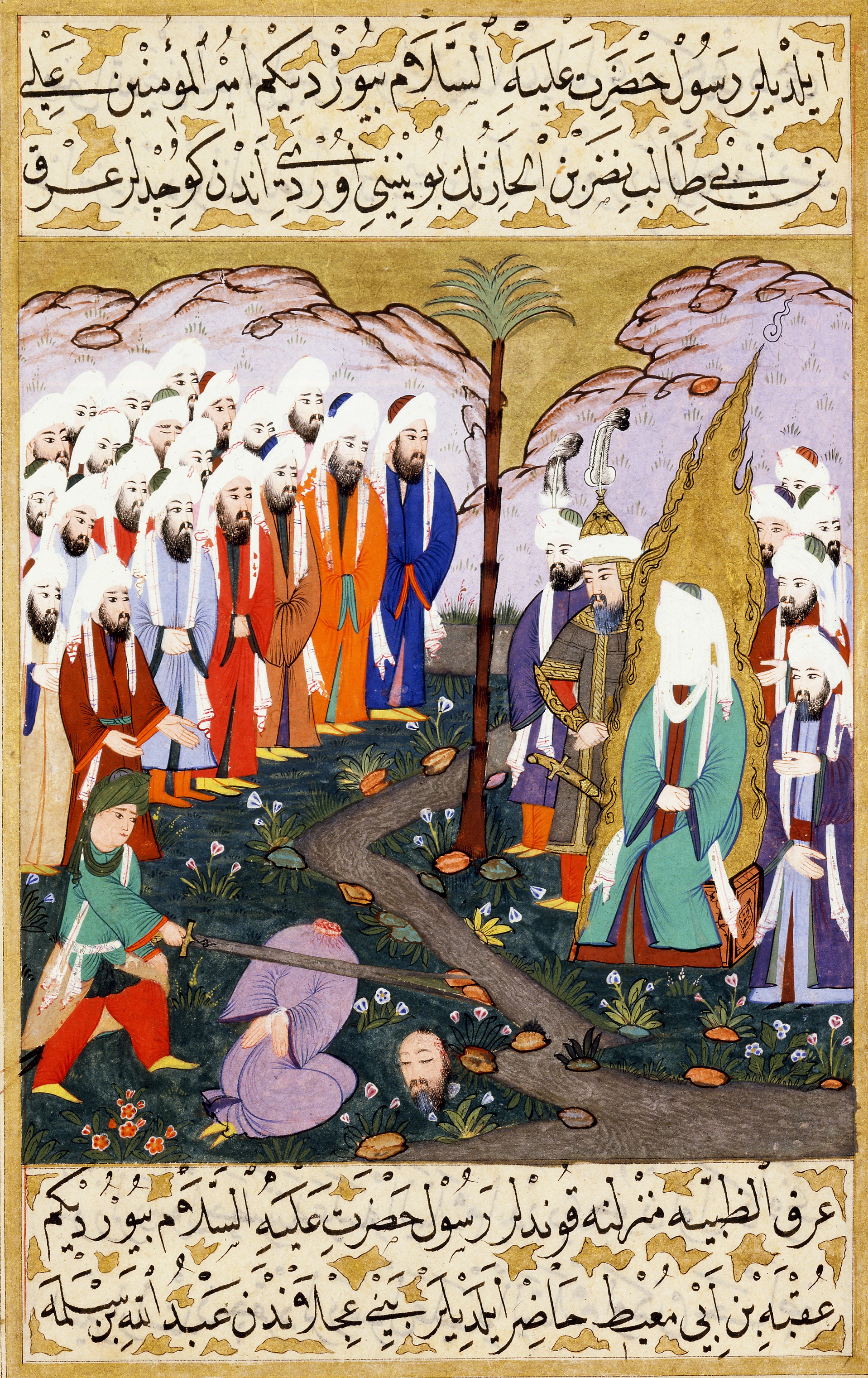
کشتن نضر بن حارث (از اسیران) توسط علی در حضور محمد و اصحاب

## غزوه بدر
در نبرد بدر در صحنه‌ای، نخست، اسود بن عبدالاسد کنار آب‌انباری که مسلمانان ساخته بودند رفت و حمزه بن عبدالمطلب وی را کشت. سپس عتبة پیش آمد و برای نبرد تن‌به‌تن مبارز طلبید؛ پس میان عتبة و شیبة (برادر عتبة) و ولید (پسر عتبة) از قریش، و عبیدة بن الحارث و حمزه بن عبدالمطلب و علی از مسلمانان، نبردی سه‌به‌سه درگرفت و هنگامی که عتبه توسط حمزه، و ولید توسط علی کشته شد، شیبه، با خنجری پهلوی عبیده زخمی کرد و عبیده با شمشیر پای شیبه را آنگاه حمزه و علی پیش رفتند و شیبه را کشتند و به کمک علی، عبیدة را به لشکرگاه بازگرداند و وی چند روز بعد درگذشت. کمی بعد از سوی سپاه مکه تیری چند انداخته شد و دو مسلمان کشته شدند، و آنگاه نبرد اصلی آغاز شد.
به نوشتهٔ سید محمدحسین طباطبایی در تفسیر المیزان به نقل از کتاب الارشاد شیخ مفید، شیعه و سنی متفقند که سی‌وپنج نفر از سپاه مکه به دست علی کشته شده‌اند. علاوه بر این افراد دیگری نیز هستند که در خصوص مشارکت علی در کشتن آن‌ها اختلاف وجود دارد.

## غزوه احد
در جنگ احد در صحنه‌ای در نبرد تن به تن علی بن ابی‌طالب بر طلحة بن ابی‌طلحة پیروز شدند. محمد از هر طرف مورد هجوم دسته‌هایی از لشکر قریش قرار گرفت. هر دسته‌ای که به او حمله می‌آوردند علی به فرمان پیامبر به آن‌ها حمله می‌برد و با کشتن بعضی از آن‌ها باعث پراکندگی آن‌ها می‌شد. در روایتی دسته‌ای که برای کشتن محمد هجوم می‌آوردند پنجاه نفر بودند و علی در حالی که پیاده بود آن‌ها را متفرق می‌ساخت. ابن ابی الحدید می‌نویسد: هنگامی که غالب یاران محمد پا به فرار نهادند فشار حمله دشمن به سوی او بالا گرفت. دسته‌ای از قبیله بنی کنانه و گروهی از قبیله بنی عبد مناف که در میان آنان چهار قهرمان نامور بود به سوی پیامبر هجوم آوردند. در این هنگام علی پروانه وار گرد وجود پیامبر می‌گشت و از نزدیک شدن دشمن به او جلوگیری می‌کرد. گروهی که تعداد آنان از پنجاه نفر تجاوز می‌کرد قصد جان پیامبر کردند و تنها حملات علی بود که آنان را متفرق می‌کرد. اما آنان باز در نقطه‌ای گرد می‌آمدند وحمله خود را از سر می‌گرفتند
نخستین کسی که مسئولیت پرچمداری قریش را به عهده داشت طلحة بن طلیحه بود. وی نخستین کسی بود که با ضربات علی از پای درآمد. پس از قتل او پرچم قریش را افراد زیر به نوبت به دست گرفتند و همگی با ضربات علی از پای درآمدند. با کشته شدن این افراد، سپاه قریش فرار کردند و از این راه نخستین پیروزی مسلمانان با فداکاری علی به دست آمد.
مفید در ارشاد از صادق نقل می‌کند که پرچمداران قریش نه نفر بودند وهمگی، یکی پس از دیگری، به دست علی از پای درآمدند.

ابن هشام در سیره خود علاوه بر این افراد از افراد دیگری نام می‌برد که در حمله نخست با ضربات علی از پای درآمدند.

## جنگ خندق

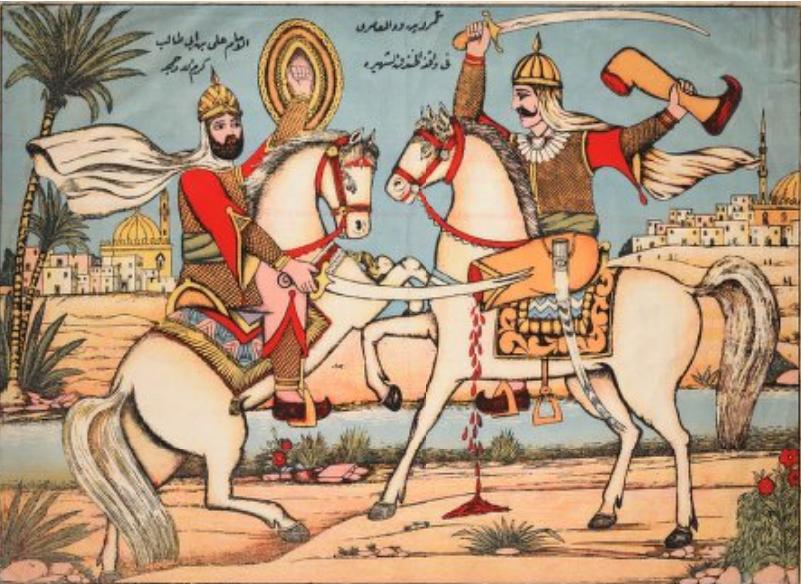
نقاشی نبرد تن به تن مابین علی بن ابی طالب (چپ) و عمرو بن عبدود (راست) در غزوه خندق

در این جنگ، پنج تن از سپاه مکه به نام‌های عمرو بن عبدود، عکرمة بن ابوجهل، هبیرة بن وهب، نوفل بن عبدالله و ضرار بن خطاب موفق شدند از خندق بگذرند. در نبردهای تن به تن، عمرو بن عبدود به دست علی بن ابی‌طالب کشته شد. نوفل بن عبدالله پس از گذشت از خندق، سقوط کرد و سنگباران شد که در آن میان علی وارد خندق گشت و او را در آن میان کشت.

## جنگ خیبر

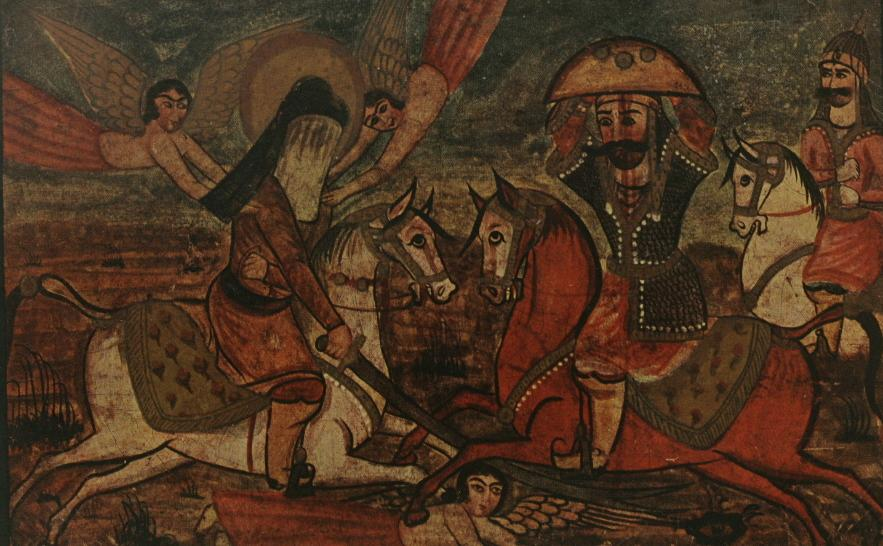
نقاشی علی در جنگ خیبر

در جنگ خیبر سرانجام پس از کشته شدن تعدادی از مسلمین به دست تیراندازان، علی بن ابی‌طالب به درب خیبر هجوم برد و در قلعه را با دو بازوی خود از جای درآورد و مسلمانان وارد قلعه شدند و آنجا را به تسخیر خود درآوردند.

## جنگ جمل

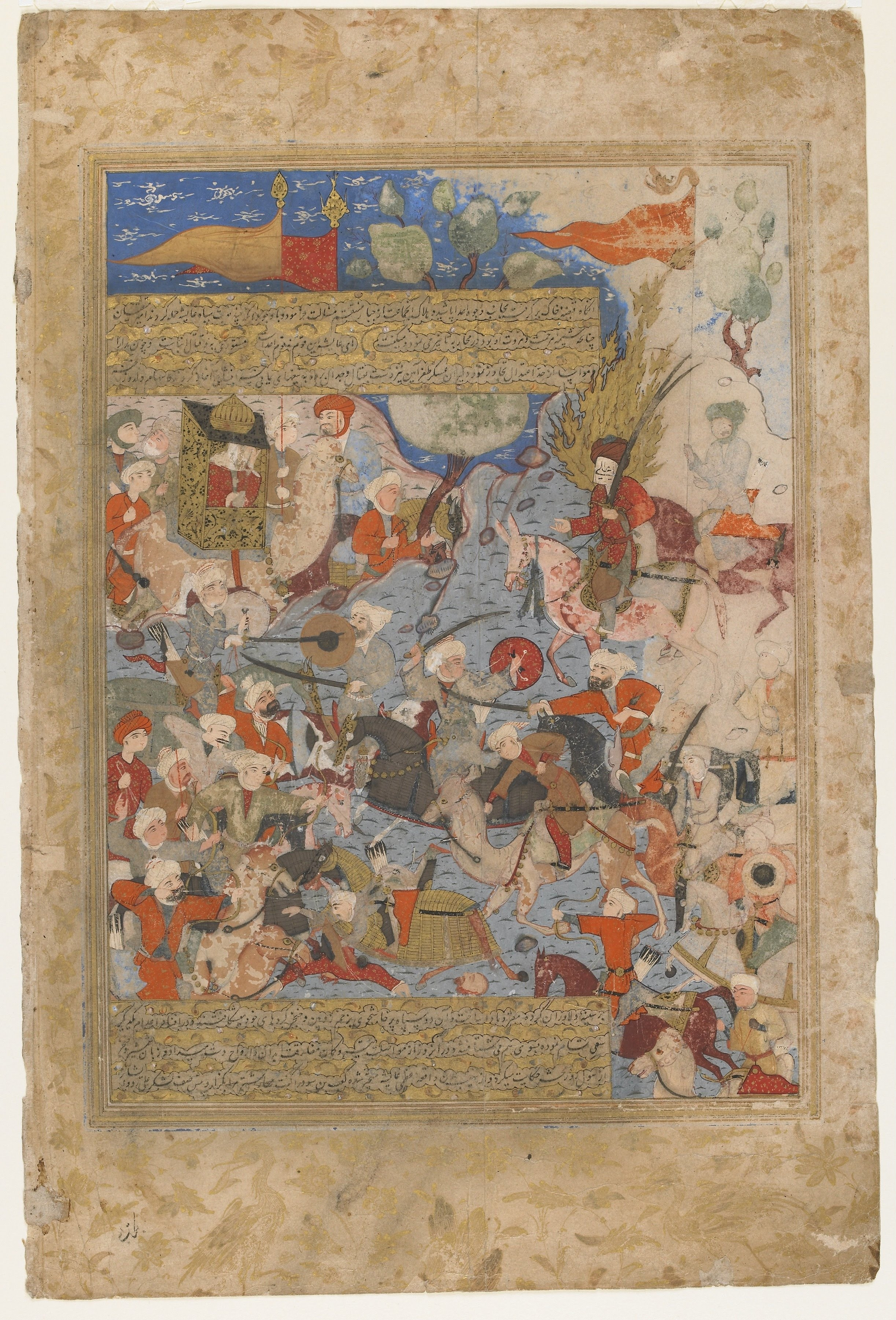
علی و عایشه در جنگ جمل در یک نقاشی متعلق به قرن شانزدهم

جنگ جمل در دوران خلافت علی بن ابی طالب روی داد. این جنگ میان عایشه و پیروانش با علی درگرفت. جنگ با پیروزی علی پایان گرفت.
در جنگ جمل علی با این که فرمانده قشون کوفه بود در جنگ حضوراً شرکت می‌کرد و ابراز شجاعت می‌نمود. در مدت ۳ روزی که آن جنگ به درازا کشید چند بار دیده شد که سراپای علی خون آلود است و از شمشیرش خون می‌چکد. افسران و مبارزان طرفدار لشکر عایشه (قشون بصره) از علی می‌ترسیدند و در هر نقطه که خلیفه حمله‌ور می‌شد از او دور می‌شدند تا کشته نشوند. پس از این که جنگ جمل با پیروزی خلیفه به پایان رسید، علی چند روز در میدان جنگ ماند و آنگاه وارد بصره شد.

## جنگ صفین
جنگ صفین در دوران خلافت علی بن ابی طالب روی داد. این جنگ میان سپاه معاویه با علی درگرفت. جنگ به حکمیت کشید.
در شب لیلةالهریر جنگ تا بامداد ادامه پیدا کرد و وقتی هوا روشن شد برخی از مبارزان معاویه صفحاتی از قرآن را بر سر نیزه کردند و گفتند ما خواهان حکمرانی قرآن هستیم و از برادرکشی بیزاریم و تقاضای ما این است که کتاب خدا بین مسلمین حکومت کند. علی بن ابی طالب پس از این اقدام معاویه به پیروانش دستور داد حمله و جنگ را متوقف نکرده و ادامه دهند ولی اشعث بن قیس کندی که از سرداران لشکر کوفه بود گفت که من بر روی قرآن تیغ نمی‌کشم. خلیفه مسلمانان علی بن ابی طالب چون پی برد افراشتن کتاب خدا بر روی نیزه نیرنگ معاویه است به لشکریان خود گفت: ای مردم ایشان قرآن را به رخ شما می‌کشند که شما را که در آستانه پیروزی هستید، مانع شوند. خستگی سربازان از یک سو و کناره‌گیری اشعث کندی از سوی دیگر، سربازان سپاه علی را سست و بی‌انگیزه کرد؛ بنابراین علی به مالک امر کرد نبرد را متوقف کند. علی بن ابی طالب تا روزی که زنده بود به مسلمانان می‌گفت هر چه بر شما می‌آید ناشی از آن است که آن روز دست از نبرد کشیدید و اگر تا نیمروز در آن کارزار می رزمیدید، فاتح می‌شدید و برای همیشه نیک نام می‌گشتید.

## جنگ نهروان
جنگ نهروان در دوران خلافت علی بن ابی طالب روی داد. این جنگ میان خوارج با علی درگرفت. جنگ با پیروزی علی پایان گرفت.